# Christophe Granger
Pour les articles homonymes, voir Granger.
Christophe Granger est un historien français, lauréat du Prix Femina Essai en 2020.

## Biographie
Spécialiste d’histoire culturelle, il a travaillé sur les usages sociaux du temps dès sa maîtrise d'histoire consacrée en 1998 aux "vacances et congés payés dans la presse orléanaise", sous la direction de Jean-Louis Robert à l'Université d'Orléans. Travaillant ensuite à une thèse sur "Les plaisirs de l'été. Temps des vacances et société en France (1900-1975)" , il a fait peu à peu évoluer son travail vers une histoire du corps et des sensibilités,. Docteur en histoire contemporaine de l'Université de Bretagne-Occidentale en 2018, il a soutenu sous la direction de Laurent Le Gall une thèse intitulée "L'ordre des corps. Éléments pour une sociologie historique des formes corporelles de la vie collective : l’exemple des corps d’été, 20e-21e siècles".
D'abord allocataire de recherche et moniteur en histoire contemporaine à l'Université Paris 1 Panthéon-Sorbonne, chercheur associé au Centre d’histoire sociale des mondes contemporains, élu au conseil scientifique de ce laboratoire de 2006 à 2010, il a enseigné dans plusieurs universités, notamment comme attaché temporaire d'enseignement et de recherche à l'Université du Maine et à l'Université de Strasbourg 2 Marc Bloch, et comme chargé d'enseignement à l'Université de Versailles Saint-Quentin-en-Yvelines, dans un contexte de précarité auquel il a d'ailleurs consacré un livre en 2015 : La Destruction de l'université française.
Il est maître de conférences à la Faculté des sciences et du sport de l'Université Paris-Saclay depuis 2019.
Il est actuellement corédacteur en chef de 20&21. Revue d'histoire, cofondateur de la revue Sensibilités. Histoire, critique et sciences sociales, et dirige par ailleurs la collection "Le mot est faible" aux éditions Anamosa.
En 2020, il reçoit le Prix Femina Essai pour son livre Joseph Kabris ou les possibilités d'une vie, 1780-1822 publié chez Anamosa, ouvrage tiré de son dossier d'habilitation à diriger des recherches soutenu en septembre 2020 à l'Université Paris 1 Panthéon-Sorbonne.

## Publications
- Joseph Kabris ou les possibilités d'une vie (1780-1822), Paris, Anamosa, 2020.
- La Saison des apparences. Naissance des corps d’été, Paris, Anamosa, 2017.
- La Destruction de l’université française, Paris, La Fabrique, 2015.
- Le Vase de Soissons n’existe pas et autres vérités cruelles de l'histoire, Paris, Autrement, 2013 (avec Victoria Vanneau).
- À quoi pensent les historiens ? Faire de l’histoire au 21e siècle, Paris, Autrement, 2013 (direction)
- L’Ennui. Histoire d’un état d’âme, 19e-20e siècles, Paris, Publications de la Sorbonne, 2012 (codirection avec Pascale Goetschel, Nathalie Richard et Sylvain Venayre)
- Histoire par corps. Chair posture charisme, Aix-en-Provence, Presses universitaires de Provence, 2012 (direction).
- Les Corps d’été. Naissance d’une variation saisonnière, Paris, Autrement, 2009.